# On the Level (film 1917)
On the Level  è un film muto del 1917 diretto da George Melford.

## Trama
Merlin Warner, figlia unica di un allevatore di pecore, vive felice con suo padre fino al giorno in cui un ladro di bestiame, Pete Sontag, le uccide il padre e rapisce lei. Alcuni anni più tardi, Merlin, costretta dalle botte di Pete a esibirsi nel suo saloon, è diventata nota come Mexicali Mae. Fa amicizia con Joe Blanchard, un tossicodipendente che, come lei, ama la lettura e la musica. Il locale di Pete è usato da questi come copertura per il suo contrabbando di droga. Un giorno, dopo aver commesso un omicidio, Pete incastra Joe, accusandolo del delitto. Il giovane è costretto a fuggire e trova rifugio tra le colline, dove Mae lo nasconde in una fattoria. Lì, curato dalla ragazza, Joe riesce a liberarsi della droga. Per ringraziarla, il giovane le propone il matrimonio. Ma arriva anche la madre di Joe, insieme alla sua fidanzata: le due cercano di separare i due promessi sposi e la signora Blanchard offre del denaro a Mae perché lasci il figlio. La ragazza rifiuta il denaro, ma se ne va via lo stesso, convinta di non essere all'altezza di Joe. 
Il giovane la segue fino al saloon dove la vede, apparentemente felice. Mae, invece, ormai senza speranze, torna nella sua baracca dove ha deciso di uccidersi. Interviene però Pete. Joe, che intanto ha scoperto l'intrigo di sua madre, ritorna pure lui alla baracca, dove trova anche Pete. Nella lotta che ne segue, il contrabbandiere resta ucciso. Mae e Joe si riconciliano e la giovane perdona la madre di lui.

## Produzione
Il film fu prodotto dalla Jesse L. Lasky Feature Play Company. Da documenti della Paramount, originariamente il film avrebbe dovuto intitolarsi Mexicali May.

## Distribuzione
Il copyright del film, richiesto dalla Jesse L. Lasky Feature Play Co., fu registrato il 10 settembre 1917 con il numero LP11373.
Distribuito dalla Paramount Pictures e presentato da Jesse L. Lasky, il film uscì nelle sale statunitensi il 10 settembre 1917.
Non si conoscono copie ancora esistenti della pellicola che viene considerata presumibilmente perduta.